# ターン (小説)
『ターン』は、北村薫の小説、またそれを原作とした日本映画である。
交通事故にあった主人公が同じ時間を繰り返す、タイムパラドックスをテーマとしている。

## あらすじ
小学校教師の母と二人暮らし、版画教室の講師を勤める銅版画家の森真希は、ようやく作品を1枚だけ画廊に展示してもらえるようになった。
そんな矢先、彼女は版画教室に急ぐ途中センターラインをオーバーしてきたトラックと正面衝突。次の瞬間目覚めるとなぜか前日の午後と同じように、自宅のチェアーで横になっていた。胸の上には図書館に返却したはずの植物図鑑がある。投函したハガキもある。冷蔵庫にしまったトマトは外にある。冷蔵庫のドアを開けると、昨日も落ちてきたチーズが落ちてくる……。
彼女は前日の同じ時刻に戻ってしまっていたのだ。
いぶかしげに外に出てみると、人は誰もおらず、車も通らず、賑わっていたはずのフリマも商品が並んでいるだけ。そこは真希以外の生き物は存在しない世界だった。そして事故に遭った3時15分になると再び前日に戻ってしまう、その繰り返しと同じ日々を繰り返さねばならない無意味さ、孤独の日々が延々と続く。虫の声のCDをセットしたり、ホースにシャワーの口をつけて雨を降らせて気を紛らわそうとしても、寂しさに耐えきれず泣き出す。そして突然、音のしない世界で、電話が鳴る。
真希の作品を使わせて欲しいというグラフィックデザイナー・泉洋平からの電話が、なぜかこの世界に繋がったのだった。それは現実の世界と、1人しかいない自分だけの世界との唯一の繋がり。このまま電話を切らないでいてくれと懇願する真希に最初は戸惑う洋平。真希は神隠しに遭ったんだと言ったが、洋平が真希の家を訪ねてみると、真希は交通事故で入院し、意識不明でいると知る。つまり、現実の世界にも真希は存在している事になる。母親を電話口に出させてみるが、真希と洋平にしかお互いの声が聞こえないらしい。真希の世界は6月だが、現実の世界は12月だという。毎晩8時に電話に出る事を約束し、お互いの姿が見えないまま、時空を超えてデートをする二人……。
ある時、真希はその世界で自分以外の人間の柿崎と出会う。だが柿崎は現実社会では犯罪者で、彼も真希と同様事故によって意識不明の重体だった。それを知った洋平は柿崎に近づかないよう忠告しようとするが、訪ねてきた上司が電話を切ってしまい、真希の電話は二度と繋がらなくなってしまう。柿崎は真希の自宅を探り出し、押しかけるようになる。次第に本性を表して真希をレイプしようと襲いかかるが、突然頭をかかえて苦しみ出し姿が消えてしまう。現実の世界で柿崎が亡くなった事をおぼろげに悟った真希は、この世界は永遠に繰り返すわけでなく、必ず終わりが来ることを知り、絶望感に襲われる。今日達成した事が、翌日には元に戻り、無意味となってしまうこの世界で、母の励ましの声が届き、気を取り直して1日限りの作品を、ターンする時間前に仕上げる。
出来上がった作品を自転車のカゴに乗せ、自分の眠るはずの病院へ向かう真希。外はなぜか風が強く、枯葉が舞っていた。病院の中へ入ると、車椅子に真希を乗せた母と洋平が屋上へ向かっているのを見つけ、後を追う。
雪が舞い始めている。真希にも雪が見えていた。戻りましょうと洋平にうながされた母がふと見ると、真希が目を覚ましている。真希の膝にはあの世界で作った作品が乗っていた。そして「ただいま。」

## 映画
平山秀幸監督によって、2001年に公開された。誰もいない世界で必死に現実社会に戻ろうとする健気な姿を牧瀬里穂が演じる。本作品で牧瀬は第56回毎日映画コンクール優秀女優賞を受賞した。

### キャスト
- 森真希 - 牧瀬里穂
- 泉洋平 - 中村勘太郎
- 森里子（真希の母） - 倍賞美津子
- 柿崎清隆 - 北村一輝
- 松原（洋平の上司） - 柄本明
- 正宗ゆかり - 川原亜矢子
- 高峰の奥さん - 松金よね子
- 画廊主人 - 小日向文世
- 美術館店 店員 - 小林麻子

### スタッフ
- 監督：平山秀幸
- 脚本：村上修
- プロデューサー：牧山真智子、岡田裕
- 音楽：ミッキー吉野（ゴダイゴ）
- 製作：バンブーピクチャーズ、衛星劇場、テレビ東京、アスミック・エース
- 配給：アスミック・エース